# NGC 2199
NGC 2199 (również PGC 18379) – galaktyka spiralna (Sa), znajdująca się w gwiazdozbiorze Góry Stołowej. Odkrył ją John Herschel 8 lutego 1836 roku.